# Václav Nosek-Windy
Václav Nosek-Windy (31. května 1943 Kbely – 10. srpna 2019) byl český skaut, skautský činovník, spisovatel a sběratel, badatel a popularizátor skautské a foglarovské historie.

## Život
Jeho otec († 1971) založil již v roce 1919 skautský oddíl v Polici nad Metují, později působil jako skautský činovník v Praze. Starší bratr Václava, Zdeněk (* 1931), byl z politických důvodů vězněn v letech 1949–1950 v Jáchymově.
Ke skautingu se Nosek dostal v padesátých letech přes časopisy Junák a Vpřed, které měl jeho otec doma na půdě.
Od dětství se věnoval také sběratelské činnosti (známky, zápalkové nálepky, aj.), později se zaměřil především na známky o skautingu.
V roce 1968 se přihlásil do Klubu přátel Jaroslava Foglara a obdržel členskou legitimaci č. 1075. Postupně si kompletoval sbírku Mladého hlasatele a chybějících čísel Vpředu a Junáka, nakupoval foglarovky a skautskou literaturu.
V roce 1973 založil a začal sám vydávat časopis-zpravodaj, nazvaný ZIPSS – Zprávy a informace pro skautské sběratele, který pak redigoval až do své smrti v roce 2019. 
Podílel se na přípravě umístění pamětní desky A. B. Svojsík a na budově reálného gymnázia na Žižkově, kde Svojsík učil. Při vyklízení pozůstalosti po Svojsíkovi zachránil jeho deník, který následně vydalo TDC tiskem pod názvem Vzpomínky z cest jako první v edici skautských deníků.
Jaroslava Foglara poprvé spatřil na autogramiádě v roce 1968, ale osobně se s ním seznámil až ve druhé polovině osmdesátých let.
Spolupracoval s dalšími badateli a sběrateli, např. Zdeňkem Pírkem na vyhledávání informací k dílu Jaroslava Foglara a s Ivanem Vápenkou, kterému pomáhal připravovat v Praze na Jižním městě v roce 1988 výstavu k 50. výročí Rychlých šípů a v roce 1990 výstavu „19 knih Jaroslava Foglara“ v Památníku národního písemnictví. Rovněž spolupracoval se sběrateli a znalci knih pro mládež, Josefem Bláhou-Řešetlákem, Milanem Svobodou a Kamilem Buderou-Akimem.
V prosinci 1989 se zapojil do příprav setkání skautských činovníků v Městské knihovně v Praze, v roce 1990 byl pověřen tvorbou rubriky Skaut-hobby v obnoveném časopise Skaut-Junák a sloupkem Zoubkovaný svět v obnoveném Mladém hlasateli.
Od roku 1990 se stal členem Historické komise Junáka a vstoupil také do skautského oddílu ve středisku Athabaska v Praze-Čakovicích. Spoluzakládal Odbor skautského sběratelství, jehož se stal místopředsedou.
V roce 1994 se stal pracovníkem Skautského informačního centra a v roce 1996 pracovníkem Tiskového a distribučního centra Junáka (TDC) a redaktorem časopisu Skaut-Junák.
Koncem roku 1993 nabídl nakladatelství Olympia spolupráci, což bylo šéfredaktorem Vladimírem Dobrovodským přijato, a Nosek pak začal připravoval ediční poznámky pro Sebrané spisy Jaroslava Foglara, které Olympia vydávala a doslovy i do dalších knížek.
V roce 2000 založil Klub skautských sběratelů.

## Kniha Jestřábí perutě
Noskova kniha Jestřábí perutě, s podtitulem „Povídání o foglarovkách“ využívá informace, nashromážděné Václavem Noskem-Windym během mnoha let jeho badatelské činnosti. Byla vydána nakladatelstvím Olympia v Praze v roce 1999.
Obsahuje 29 kapitol, včetně podrobného životopisu Jaroslava Foglara, seznamu Foglarových povídek s datem a místem zveřejnění, s informací o historii každé jednotlivé z Foglarových knih, a také sedm přehledů:
- Přehled všech známých knižních vydání Foglarových knih
- Chronologický přehled knižních vydání
- Přehled knižních vydání podle nakladatelství vč. výše nákladu
- Přehled českých nakladatelství podle počtu knižních vydání děl J. Foglara
- Přehled prvních českých knižních vydání
- Soupis děl vydaných Olympií v rámci edice Sebrané spisy Jaroslava Foglara
- Přehled příbuzné literatury

Závěr knihy doplňuje kapitola o autorovi V. Noskovi-Windym a informace o tom, jak kniha vznikala.

## Literární dílo, výběr
- 1999 Jestřábí perutě: povídání o foglarovkách, Olympia, Praha
- 2001 Skautská symbolika, vyd. Junák-svaz skautů a skautek ČR, Praha
- 2006 Cestou k pramenům: historie skautingu v obrazech, vyd. Junák-svaz skautů a skautek ČR, Praha
- 2010 Truhla pokladů, vyd. Karmášek, České Budějovice
- 2012 Cestou k pramenům: 100 let skautingu v obrazech, vyd. Junák-svaz skautů a skautek ČR, Praha

## Další literární příspěvky, výběr
- 1995 Jaroslav Foglar: Strach nad Bobří řekou, Olympia, Praha (V. Nosek-Windy napsal ediční poznámku)
- 1995 Jaroslav Foglar: Přístav volá, Olympia, Praha (V. Nosek-Windy napsal ediční poznámku)
- 1997 Jaroslav Foglar: Život v poklusu, Olympia, Praha (V. Nosek-Windy napsal ediční poznámku a zpracoval bibliografický přehled)
- 1999 Jaroslav Foglar: Hoši od Bobří řeky, Olympia, Praha (V. Nosek-Windy napsal ediční poznámku)
- 1999 Jaroslav Foglar: Rychlé šípy, Olympia, Praha (V. Nosek-Windy napsal ediční poznámku)
- 1999 Jaroslav Foglar: Svorní gambusíni a jiné příběhy, Olympia, Praha (V. Nosek-Windy napsal předmluvu a ediční poznámku)
- 2007 Jaroslav Foglar: Tábor ve Sluneční zátoce (V. Nosek-Windy uspořádal)
- 2017 S Jestřábem v srdci: malý foglarovský sborník ke 110. Výročí Foglarova narození, Olympia, Velké Přílepy (V. Nosek-Windy přispěl vzpomínkou)